# Sybra lineolata
Sybra lineolata là một loài bọ cánh cứng trong họ Cerambycidae.